# Parathyma latecincta
Parathyma latecincta är en fjärilsart som beskrevs av Hans Fruhstorfer 1906. Parathyma latecincta ingår i släktet Parathyma och familjen praktfjärilar. Inga underarter finns listade i Catalogue of Life.